# Peromyia anatina
Peromyia anatina är en tvåvingeart som beskrevs av Boris Mamaev och Berest 1990. Peromyia anatina ingår i släktet Peromyia och familjen gallmyggor.
Artens utbredningsområde är Ukraina. Arten är reproducerande i Sverige. Inga underarter finns listade i Catalogue of Life.